# Fluorid stříbrný
Fluorid stříbrný (AgF) je chemická sloučenina, jeden z halogenidů stříbra. Je jediným halogenidem stříbra, který je rozpustný ve vodě. Na vzduchu postupně černá, protože se redukuje na stříbro.

## Výroba
Tato sloučenina se vyrábí reakcí uhličitanu stříbrného a kyseliny fluorovodíkové:
Ag2CO3 + 2 HF → 2 AgF + H2O + CO2.

## Použití
Nejčastěji se fluorid stříbrný používá v organické syntéze jako fluorační činidlo, například reaguje s perfluoralkeny rozpuštěnými v acetonitrilu za vzniku perfluoroalkylderivátů stříbra:
RFCF=CF2 + AgF → RFCF(CF3)Ag.
Také se z něj vyrábějí ostatní halogenidy stříbra:
HX + AgF → AgX + HF, kde X je atom halogenu.